# Хиждієнь (Оргіївський район)
Хиждієнь (рум. Hîjdieni) — село в Оргіївському районі Молдови. Входить до складу комуни, адміністративним центром якої є село Березлоджі.

## Населення
За даними перепису населення 2004 року у селі проживали 707 осіб.
Національний склад населення села:
| Національність       | Кількість осіб | Відсоток   |
| -------------------- | -------------- | ---------- |
| молдавани румуни     | 698 1          | 98,7% 0,1% |
| українці             | 5              | 0,7%       |
| росіяни              | 2              | 0,3%       |
| інша / без відповіді | 1              | 0,1%       |
| Всього               | 707            | 100%       |